# Frederic Carter
Frederic Bowker Terrington Carter (ur. 12 lutego 1819, zm. 1 marca 1900) – kanadyjski polityk drugiej połowy XIX wieku związany z prowincją Nowa Fundlandia. Był uczestnikiem konferencji w Quebecu. Zaliczany jest do grona Ojców Konfederacji, której był zwolennikiem.
Urodzony w St. Jonh’s zdobył wykształcenie prawnicze nie opuszczając wyspy i w 1842 rozpoczął praktykę. Włączył się do polityki w 1855, zostawszy wybranym do zgromadzenia legislacyjnego. Deputowanym pozostał do 1878. W latach 1861 do 1864 był marszałkiem zgromadzenia, a w 1865 został premierem. Wraz z Ambrose Shea reprezentował Nowa Fundlandię na konferencji w Quebecu. Choć delegaci zostali zaproszeni jako obserwatorzy, włączyli się w prace i zdołali umieścić w rezolucji quebeckiej prowizorium ustaleń na wypadek przyłączenia wyspy do Konfederacji. Po powrocie na wyspę, przy próbie ratyfikacji układu zjednoczeniowego, Carter spotkał się z ostrą opozycją – nie zdołał przyłączyć kolonii do Kanady. W związku z antykonfederacyjnymi nastrojami jego partia utraciła władzę w 1869. Ponownie został premierem w 1874 na jedną, czteroletnią kadencję. Władze kolonialne mianowały go specjalnym komisarzem, gdy wyspa stanęła na krawędzi bankructwa. Choć nie zdołał uniknąć upadłości wyspy i przekazania jej pod ścisły zarząd brytyjski, zdołał utrzymać niektóre prawa, między innymi prawa do wolnych połowów dla nowofundladzkich rybaków. Za swoje zasługi w tym okresie został uszlachcony. Już w czasie zarządu komisarycznego wyspy został mianowany sędzią sądu najwyższego Nowej Fundlandii.